# Родольфо Сібріан
Родольфо Сібріан (ісп. Rodolfo Sibrian, нар. 30 листопада 1963) — колишній сальвадорський футбольний арбітр, арбітр ФІФА з 1999 по 2007 рік.

## Кар'єра
З 1997 року став обслуговувати матчі вищого дивізіону країни, а 1999 року отримав статус арбітра ФіФА і працював на кількох великих міжнародних турнірах :
- Юнацький чемпіонат світу з футболу до 17 років 2001 (2 гри)
- Золотий кубок КОНКАКАФ 2002 (2 матчі)
- Золотий кубок КОНКАКАФ 2003 (матч-відкриття)
- Молодіжний чемпіонат світу з футболу до 20 років 2005 (3 гри)
- Золотий кубок КОНКАКАФ 2005 (3 матчі)